# جان يوجال
جان يوجال (بالتركية: Can Yücel )‏ (و. 1926 – 1999 م) هو لغوي، وشاعر، ومترجم، وكاتب تركي، ولد في إسطنبول، توفي في إزمير، عن عمر يناهز 73 عاماً.

## التعليم
تعلم في جامعة كامبريدج، وجامعة أنقرة.

## وصلات خارجية
- جان يوجال على موقع IMDb (الإنجليزية)
- جان يوجال على موقع ميوزك برينز (الإنجليزية)
- جان يوجال في قاعدة بيانات الأفلام على الإنترنت